# Ваньчай (район)

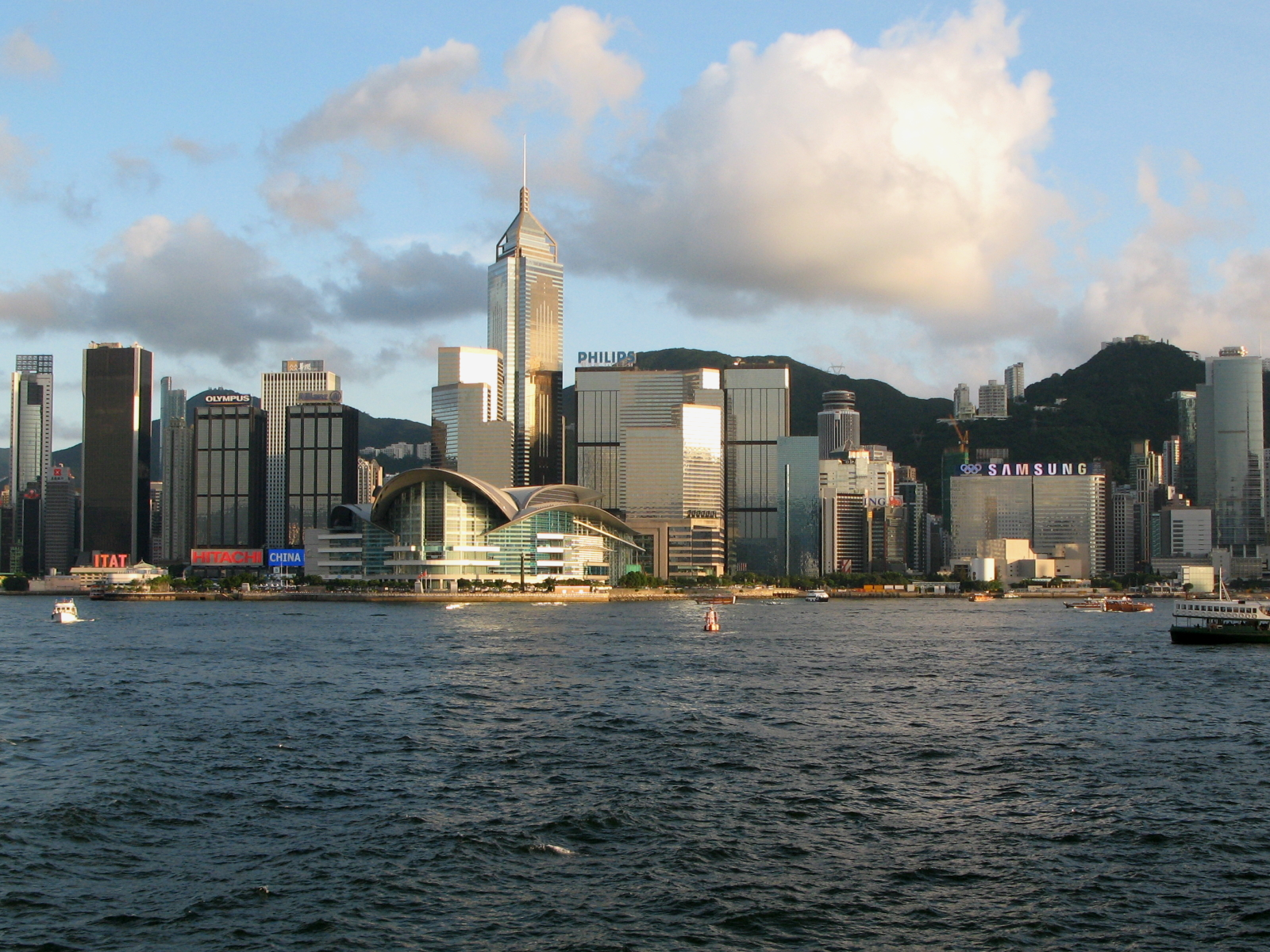
Прибрежная зона района Ваньчай

Ваньчай (Wan Chai, 灣仔, Ваньцзы) — гонконгский район, входящий в состав округа Ваньчай. Расположен на северном побережье острова Гонконг. Это один из самых оживлённых торговых районов города, а также важный финансовый и культурный центр Гонконга. Хотя Ваньчай продолжает оставаться плотно населённым районом, жилая застройка постепенно уступает место коммерческой недвижимости (офисам, гостиницам и торговым центрам).

## История

Изменение береговой линии района Ваньчай с 1842 по 1997 год

Изначально Ваньчай был известен как Хавань (下環), то есть «нижнее поселение» или «нижнее кольцо». Наряду с районами Центральный («центральное поселение»), Сёнвань («верхнее поселение») и Сайвань («западное поселение») Ваньчай являлся самым старым районом вдоль побережья бухты Виктория (местные жители называли их 四環 или «четыре поселения»). Позже Хавань из-за формы прибрежной линии стали называть Ваньчай, что на кантонском диалекте буквально означает «бухта» (сегодня в результате постоянный насыпных работ и расширения территории за счёт моря бухта не сохранилась).
Самым древним поселением являлась китайская деревня рыбаков и крестьян, раскинувшаяся вокруг храма Хунсин (Хуншэн). Тогда этот храм располагался возле берега бухты, а большинство местных жителей поклонялись морским божествам. С ростом британской администрации, базировавшейся в городе Виктория (нынешние районы Центральный и Адмиралтейство), Ваньчай привлекал всё больше китайских переселенцев, работавших прислугой и батраками (кули). Они селились вдоль улицы Куинс-роуд-ист, а на месте нынешней улочки Спринг-гарден-лейн вырос квартал «красных фонарей» (чтобы привлечь внимание посетителей, бордели обозначали большими уличными знаками, из-за чего квартал стал известен как «Big Number Brothels»).

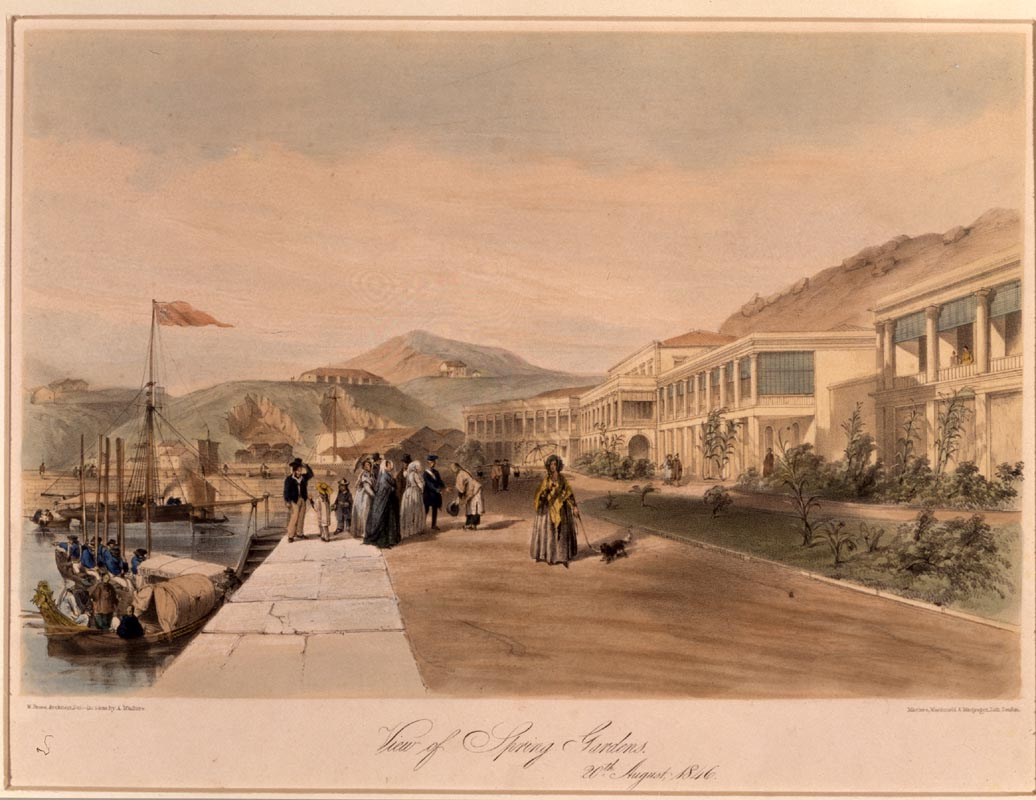
Спринг Гарденс. 1846 год

В 1843 году при финансовом участии торговой компании Jardine Matheson на побережье была построена больница для моряков. В 1873 году она была продана британскому военно-морскому флоту и впоследствии перестроена в Королевский военно-морской госпиталь (после Второй мировой войны госпиталь возродился как одна из крупнейших государственных больниц Раттонджи). В 1863 году был построен каменный храм Пактай, хотя некоторые его статуи датируются 1604 годом.
Вдоль Джонстон-роуд тянулись причалы для торговых кораблей и склады для товаров. На месте нынешних Шип-стрит и Макгрегор-стрит работали большие верфи для строительства и ремонта судов. В районе современных Сан-стрит, Мун-стрит и Стар-стрит была сооружена первая электростанция компании Hongkong Electric Company, давшая электроэнергию в 1890 году. В китайских кварталах стали появляться частные школы, в которых дети изучали классическое китайское письмо и конфуцианскую этику.
В 1936 году из района Мид-левелс в Ваньчай переехала китайская методистская церковь, чьё здание на долгие годы стало ориентиром района (в 1998 году оно было разрушено и заменено 23-этажной новостройкой). В годы японской оккупации Гонконга Ваньчай значительно пострадал во время бомбардировок, а позже превратился в район борделей для японских солдат. Оккупанты закрыли китайские школы, использовали труд детей и пленных в своих целях, подвергали пыткам партизан и инакомыслящих.

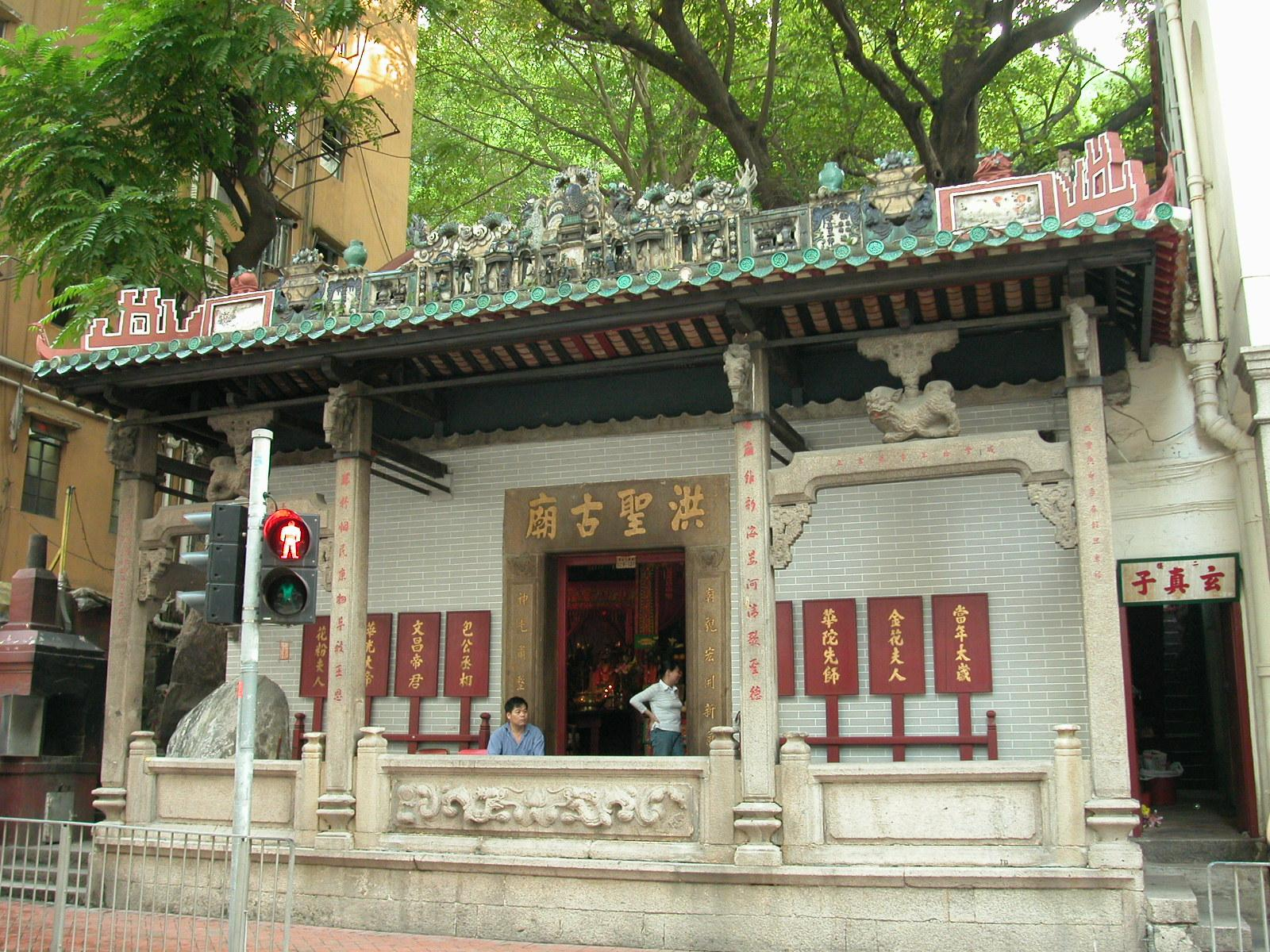
Храм Хунсин

До образования КНР в Ваньчае базировалось немало китайских коммунистов-партизан, против которых гонконгская полиция проводила регулярные рейды. В дальнейшем район славился большим числом торговых и перевалочных складов, откуда товары доставлялись в порты Китая (особенно вокруг Спринг-гарден-лейн, Ли-Тун-стрит, Амой-стрит и Сватоу-стрит). Но главную славу ему приносили бордели и притоны, получившие «второе дыхание» во время войны во Вьетнаме, когда здесь отдыхали тысячи американских солдат и матросов. С начала 1950-х годов район считался одним из самых криминогенных в Гонконге и контролировался триадами.
В конце 1980-х годов компания Swire Group на месте закрытой в 1922 году электростанции начала реализовывать проект коммерческого квартала, получившего название Starstreet Precinct (включает построенное в 2001—2004 году 40-этажное офисное здание Three Pacific Place, а также множество магазинов и ресторанов).
В июле 1997 года в сквере Золотой баугинии прошла церемония передачи Гонконга под суверенитет Китая. С того времени каждое утро в сквере проводится церемония поднятия флага. В 2005 году в Гонконгском центре конференций и выставок прошла конференция министров стран ВТО, на которой присутствовали делегаты из 148 государств. В мае 2009 года район был объявлен одним из эпицентров эпидемии «свиного гриппа».

## География

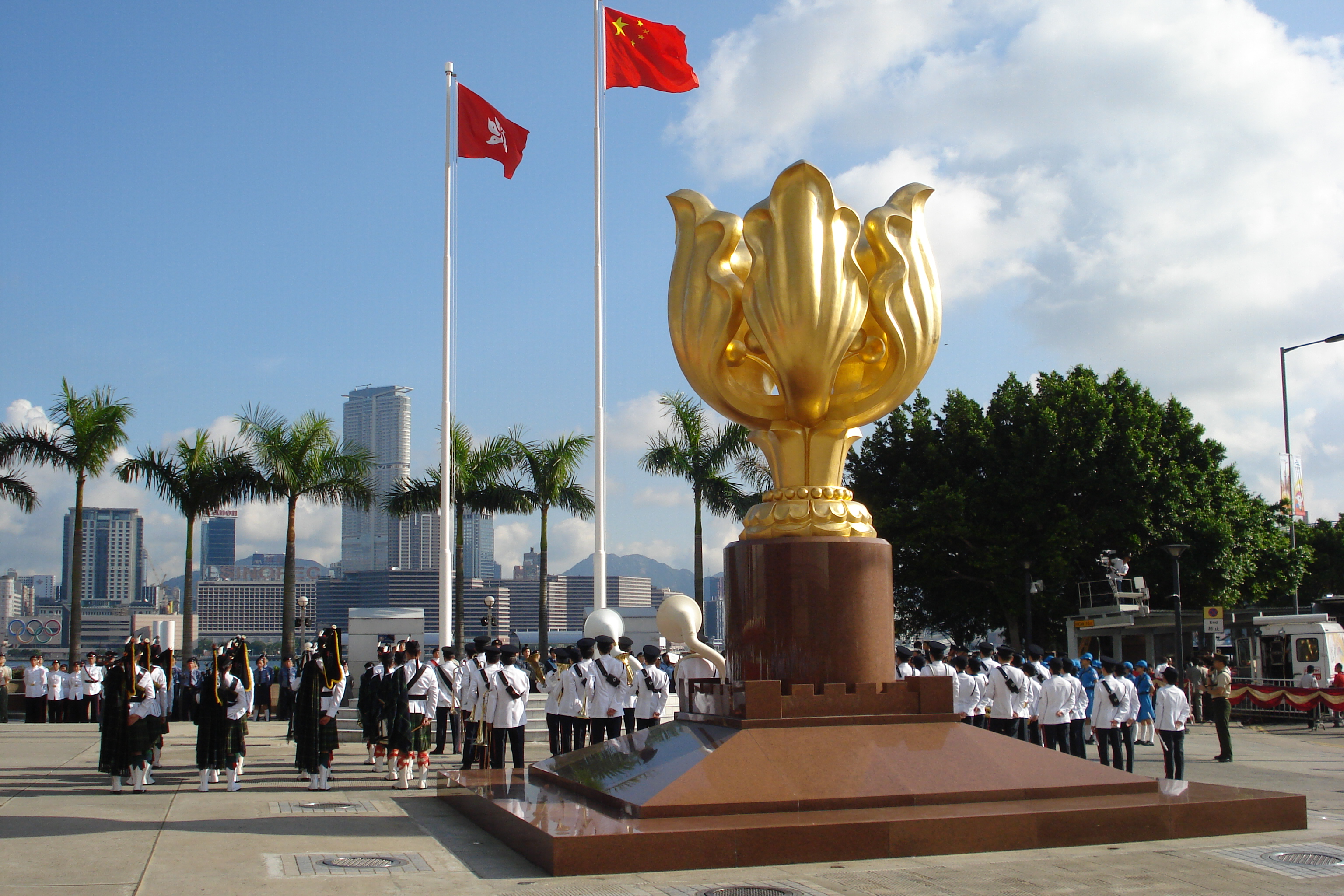
Сквер Золотой баугинии

С севера Ваньчай ограничен водами бухты Виктория, с востока граничит с районами Козуэй-Бей и Хэппи-Вэлли, с юга — районом Мид-левелс, с запада — районом Адмиралтейство. Фактически Ваньчай разделён на две части — область к северу от Глостер-роуд известна как Северный Ваньчай (Ваньчай Норт), к югу — как Южный Ваньчай (Ваньчай Саут). Старейшие кварталы расположены между Квинс-роуд-ист и Джонстон-роуд.
В районе Ваньчай расположены сад Глостер-роуд, сад Харбор-роуд, сад Стоун-Нулла-лейн, парк Жокей-клаба, парк Ваньчай, сквер Золотой баугинии, знаменитый большой позолоченной скульптурой этого цветка (является символом Гонконга), променады Экспо и Центральный, игровые площадки Локхарт-роуд, Куон-мин-стрит, Шип-стрит, Тай-Во-стрит и Стаббс-роуд, сад Доминион и сад Баугиния.
Изначально береговая линия Ваньчая проходила в районе современной улицы Квинс-роуд-ист. С середины XIX века, в результате нескольких этапов насыпных работ, побережье отодвинулось сперва до улиц Джонстон-роуд и Хеннесси-роуд (1920—1930-е года), затем до Конвеншн-авеню (1960—1970-е годы). В 1990-х годах был насыпан участок, на котором в дальнейшем был возведён Гонконгский центр конференций и выставок.

## Религия
В районе Ваньчай находятся даосский храм Хунсин, сикхский храм Халса Диван, азиатский офис и часовня церкви Иисуса Христа Святых последних дней, храм Пактай, штаб-квартира англиканской благотворительной организации Сент-Джеймс, мечеть Аммар Масджид и исламский центр Осман Рамджу Садик, мусульманское кладбище, баптистская церковь и центр социальных услуг, методистская международная церковь. Также здесь распространены буддизм, католицизм, англиканство и народные магические культы.

## Экономика
Основой экономики района являются розничная торговля, операции с недвижимостью (в том числе аренда офисных помещений), гостиничное дело, проведение выставок и конференций.
Среди крупнейших небоскрёбов района Ваньчай — Сентрал-плаза, Хоупвелл-сентр, Суньхункхай-центр, Арсенал-хаус и Чайна-онлайн-сентр, а также 40-этажный Three Pacific Place, 50-этажный Convention Plaza Office Tower, 49-этажный Immigration Tower, 49-этажный Revenue Tower, 44-этажный Wanchai Tower, 40-этажный MLC Tower, 40-этажный Wu Chung House, 35-этажный Great Eagle Centre, 35-этажный Shui On Centre, 25-этажный QRE Plaza, 48-этажный China Resources Building, 33-этажный Harbour Centre.
Главными торговыми центрами района являются рынок Ваньчай, рынок Боурингтон-роуд, уличный рынок на Грессон-стрит, торговые галереи в Convention Plaza (Design Gallery), Sun Hung Kai Centre, Harbour Centre, Tai Yau Plaza и China Resources Building. В районе Ваньчай расположены гостиницы Renaissance Hong Kong Harbour View Hotel, Grand Hyatt Hong Kong, Novotel Century Hong Kong, Cosmopolitan Hotel, Hotel Indigo Hong Kong Island, Gloucester Luk Kwok Hong Kong, South Pacific Hotel, Wesley Hotel, Metropark Hotel Wanchai и Empire Hotel Hong Kong.
Ваньчай славится своими ресторанами (особенно кантонской, буддийской, японской, корейской, вьетнамской, тайской, индийской и европейской кухни), чхачханьтхэн, кафе, барами, пабами и закусочными, а также магазинами чая и лечебных трав, дискотеками и ночными клубами. Особенно много таких заведений в районе Джафф-роуд, Локхарт-роуд и Луард-роуд (возле станции метро Ваньчай). Здесь же сохранилось немало баров и клубов, где работают проститутки из Таиланда и Филиппин. Ещё одной зоной концентрации заведений общепита является улица Тиньлок-лейн.

## Транспорт

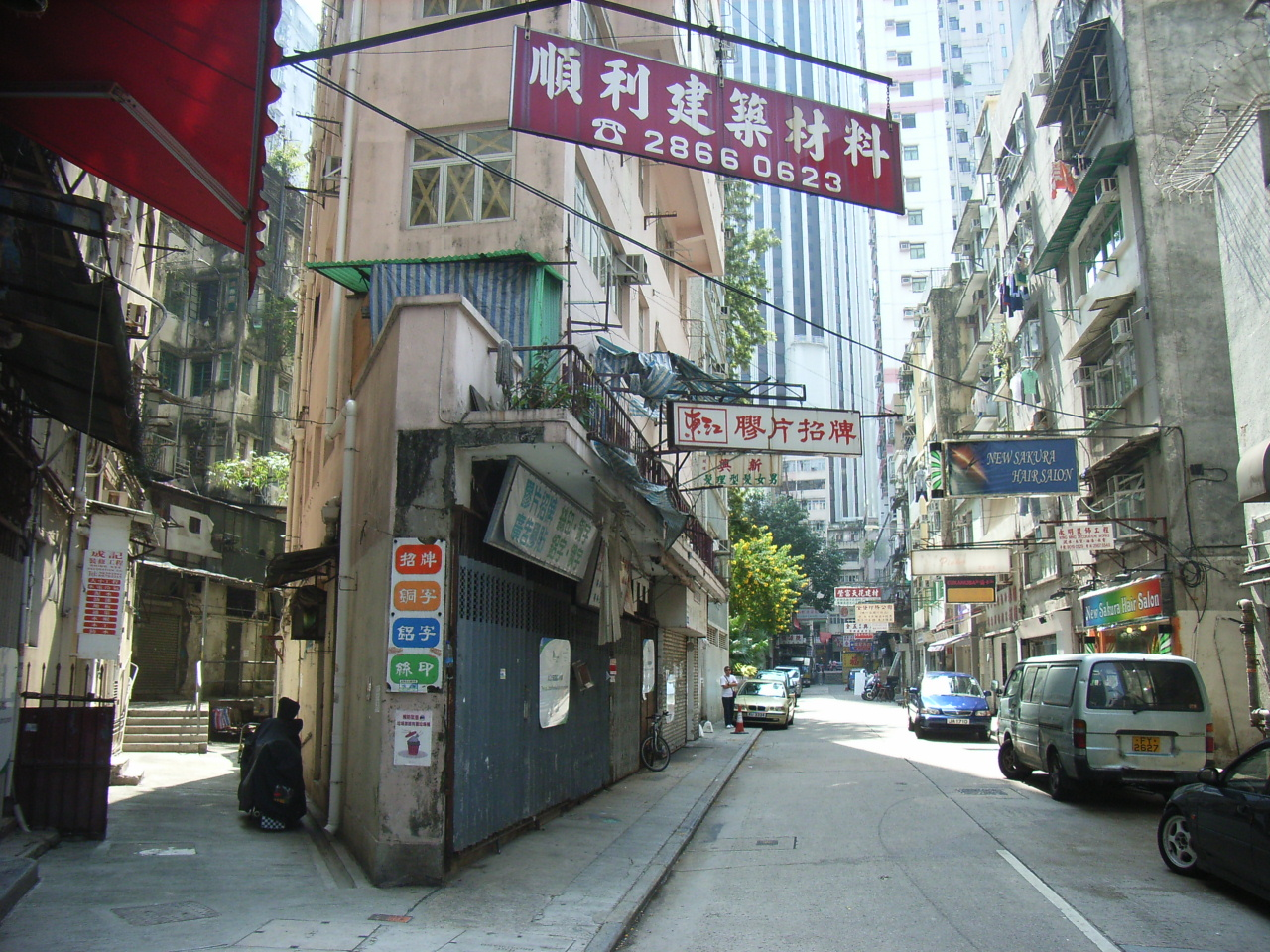
Амой-стрит

В районе расположены станция метро Ваньчай линии Айленд (открылась в 1985 году), паромный пирс Ваньчай, автобусные терминалы «Пирс Ваньчай» и «Выставочный центр». Главными транспортными артериями района Ваньчай являются улицы Глочестер-роуд, Локхард-роуд, Хеннесси-роуд, Джонстон-роуд, Квинс-роуд-ист и Кеннеди-роуд. Через район пролегают трамвайные линии, а также широкая сеть автобусных маршрутов (в том числе и микроавтобусов). Имеется несколько стоянок такси. Обширная система пешеходных переходов и мостов соединяет станцию метро и выставочный центр.

## Административные функции
В небоскрёбе Мэй-хаус и соседних зданиях расположена штаб-квартира Гонконгской полиции. В небоскрёбе Иммигрейшн-тауэр базируются иммиграционный департамент Гонконга, транспортный департамент Гонконг, департамент водоснабжения Гонконга и аудиторская комиссия Гонконга. Также в районе расположены департамент здравоохранения Гонконга, Окружной суд Гонконга, суд Ваньчая, Гонконгская организация экспертизы и оценки, генеральные консульства Новой Зеландии, Бразилии, России, Италии, Греции, Малайзии, Бангладеш и ЮАР.

## Культура и образование

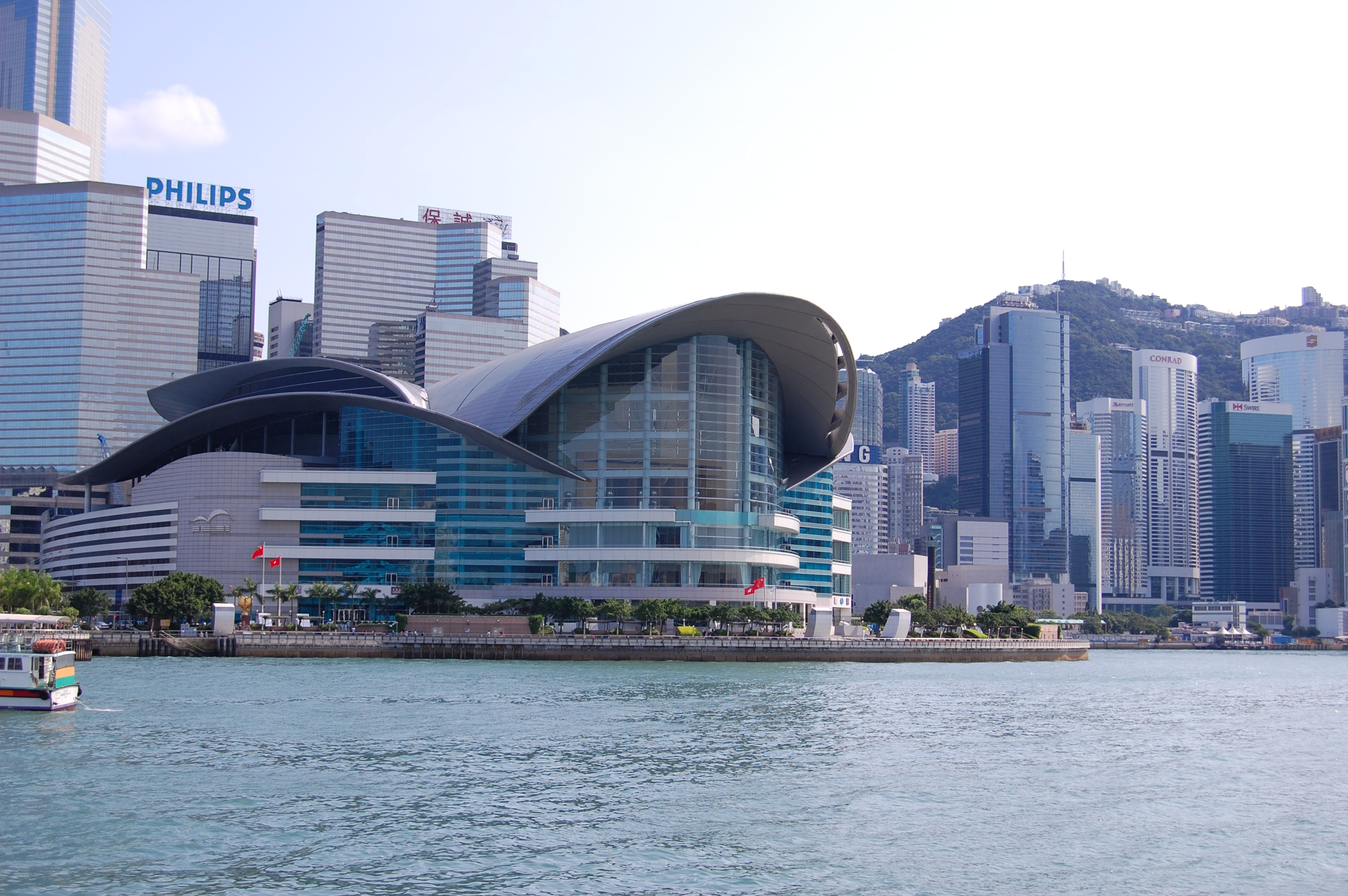
Гонконгский центр конференций и выставок

На территории, отвоёванной у моря, расположен Гонконгский центр конференций и выставок (Hong Kong Convention and Exhibition Centre), построенный в 1997 году по проекту американской архитектурной компании Skidmore, Owings & Merrill. Выставочный комплекс и окрестная инфраструктура управляются группой New World Development (центр объединяет 5 выставочных залов, 2 конференц-зала, 2 театра, 52 комнаты для заседаний и переговоров, 7 ресторанов, бизнес-центр и парковку).
Также в районе расположены Гонконгская академия исполнительских искусств, основанная в 1984 году (объединяет в своём составе школу танца, школу драмы, школу кино и телевидения, школу музыки, школу театра и развлекательных искусств, школу традиционного китайского театра, несколько театров, студий и концертных залов), Гонконгский центр искусств, основанный в 1977 году (объединяет в своём составе несколько галерей, театров, кинозалов, студий, репетиционных классов и офисов, а также Гонконгскую школу искусств и ресторан), главные гонконгские офисы Альянс Франсез и Института имени Гёте, публичная библиотека Локхарт-роуд.
В районе Ваньчай базируются престижные Канозианский колледж Святого Франциска и Канозианская школа Святого Франциска, основанные в 1869 году, католический колледж Ваян, основанный в 1919 году, колледж Тунчи, основанный в 1936 году, католическая школа Розарихилл, основанная в 1959 году, англиканская школа Син-кунвуй-тан-сиу-кинь, основанная в 1962 году, международный колледж Раффлс, Гонконгский институт профессионального образования.

## Здравоохранение

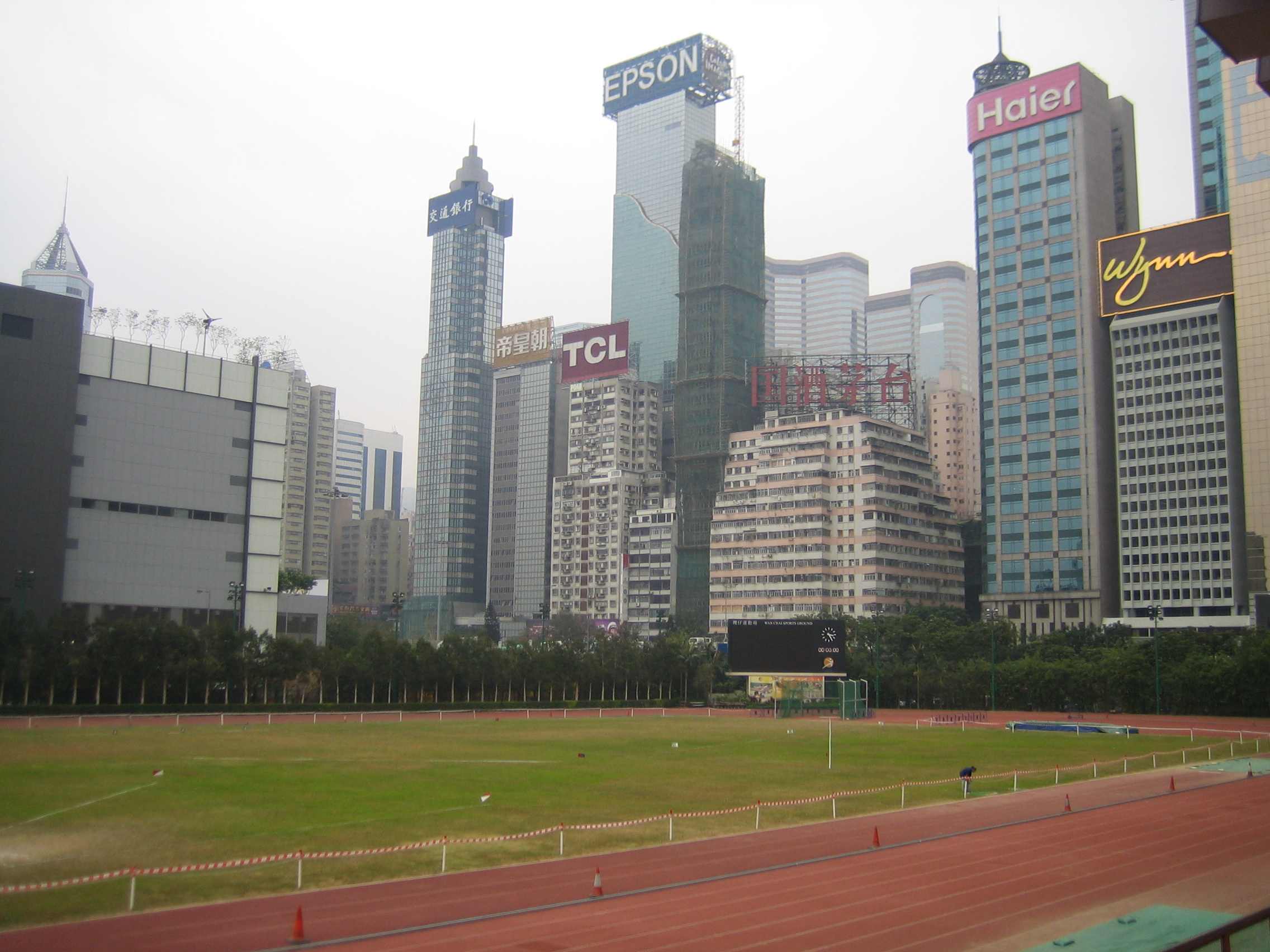
Спортивная площадка Ваньчай

В Ванчае расположены государственные больницы Раттонджи и Тансиукинь, поликлиника Ваньчай, а также несколько частных клиник (в том числе ветеринарных) и стоматологических центров.

## Спорт
Возле побережья расположена большая спортивная площадка Ваньчай (Wan Chai Sports Ground или 灣仔運動場), объединяющая беговые дорожки, площадки для прыжков в высоту и прыжков с шестом, а также бассейн Ваньчай и спортцентр Харбор-роуд.
В центре Ваньчая находится игровая площадка Сауторн, объединяющая футбольное поле, четыре баскетбольных площадки и детскую площадку. В восточной части района расположены бассейн Моррисон-Хилл и крытый спортцентр Стадион принцессы Елизаветы. Также в районе находится муниципальный спортцентр Локхарт-роуд и множество частных фитнес-центров.